# حسدای بن شپروط

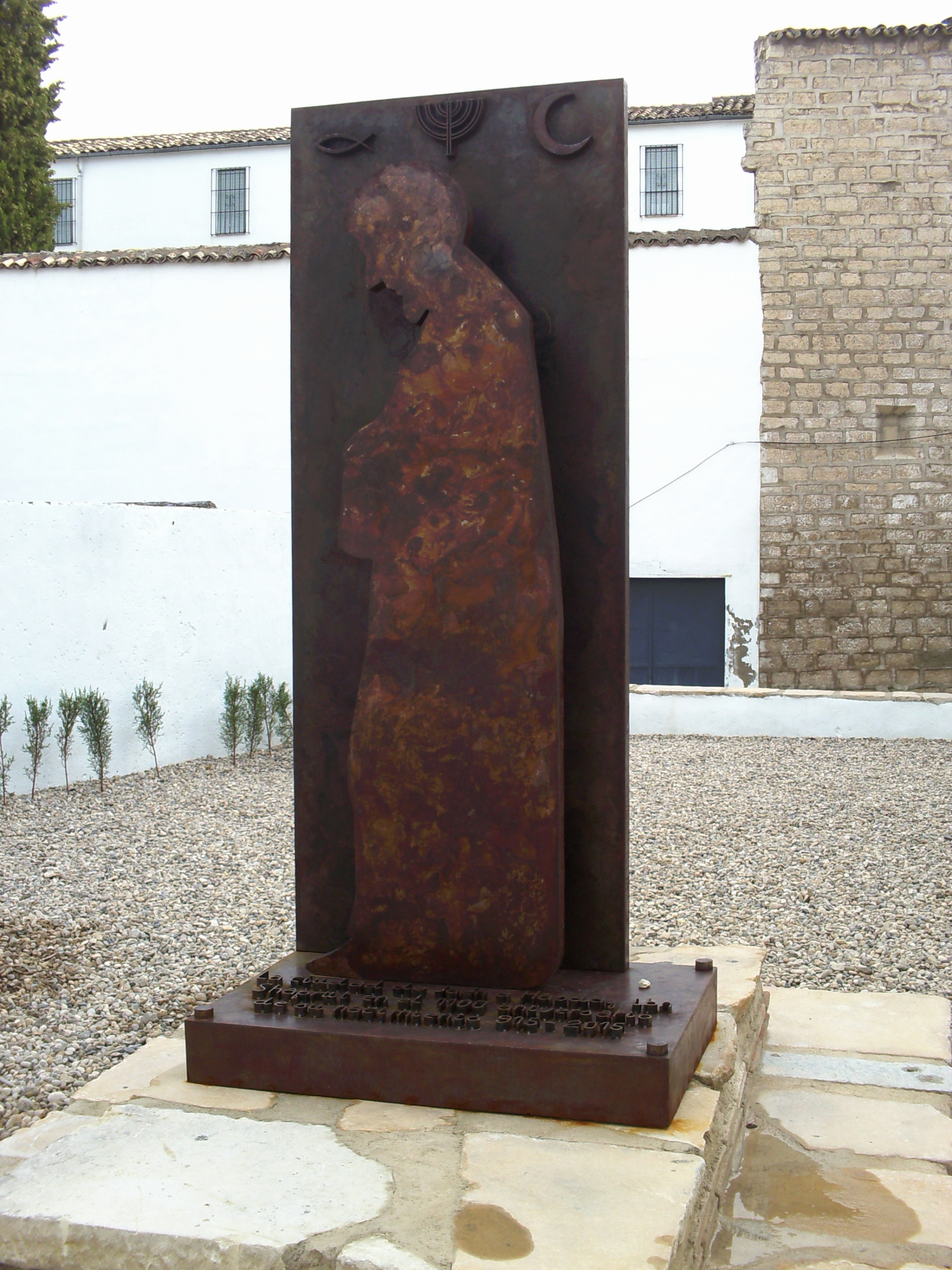
نگارهٔ تندیس حسدای بن شپروط در خائن - ۲۰۱۶

حسدای بن شپروط با نام کامل «حسدای بن یوسف بن اسحاق بن عزرا بن شپروط» متولد شهر خائن اسپانیا در ۹۱۵ میلادی و در قرطبه در سال۹۷۰ میلادی درگذشته‌است. او دانشمند، پزشک و دیپلمات یهودی و منشی خلافت قرطبه بود. مکاتبات وی با یوسف بن هارون، خاقان خزر، طی دهه ۹۵۰ و ۹۶۰ میلادی، از منابع دست اول شناخت تاریخ خزرهاست.